# یوزپلنگ (فیلم ۱۳۶۴)
یوزپلنگ فیلمی به کارگردانی ساموئل خاچیکیان و نویسندگی ناصر شاملو محصول سال ۱۳۶۴ است.

## خلاصه داستان
یکی از صاحب منصبان حکومت که پیش از انقلاب به خارج از کشور رفته‌است، از بازگشت به کشور می‌ترسد. در خانهٔ ویلایی او، که نگهبانی عهده‌دار نگهداری از آن است، مقداری لوازم عتیقه و جواهر گرانبها، با عنوان یوزپلنگ، جاسازی شده‌است. راننده و محافظ سابق صاحب خانه، که از محل نگهداری یوزپلنگ اطلاع دارند، شبانه وارد خانه می‌شوند و در جریان ربودن اشیاء قیمتی نگهبان را به قتل می‌رسانند. آن‌ها برای تأمین هزینهٔ سفر خود، برای خروج از کشور چند قطعه جواهر را به مال خرها می‌فروشند. مأموران آگاهی به ماجرا پی می‌برند و آن‌ها را تا مرز تعقیب می‌کنند، یکی را می‌کشند و دیگری را دستگیر می‌کنند.

## بازیگران
- جمشید هاشم‌پور
- مجید مظفری
- رضا رویگری
- عبدالرضا آشتیانی
- عزت‌الله رمضانی‌فر
- علی محمودی
- ناصر گیتی‌جاه
- محمد ورشوچی
- عباس ناظری‌نیک
- خسرو یزدانی
- ملیحه نصیری
- پریدخت اقبال‌پور
- عنایت‌الله بخشی
- رضا محمدیاری
- محمدتقی شریفی‌نوری
- احمد عدیلی
- فرشید هاشمیان
- علی اکبر ایلخانی
- محمدرضا خجسته
- زهرا برومند
- حسن نوروزی
- قدرت یوسف‌بند
- علی اسدی
- منصور مریخ
- سیداحمد میری
- رضا وثوقی
- ادوین خاچیکیان
- محمدرضا عابدی